# Wolfgang Wippermann

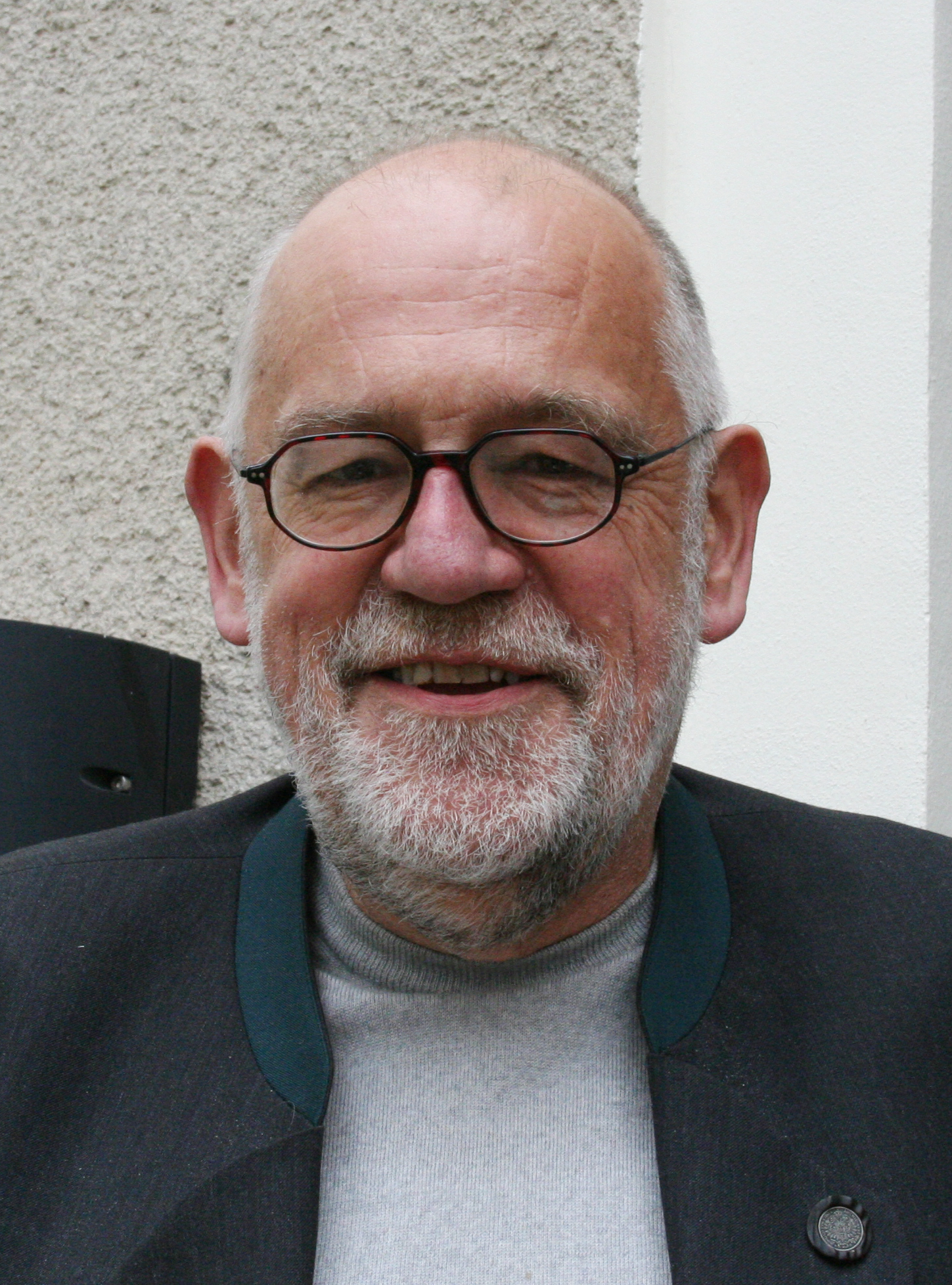
Wolfgang Wippermann (2010)

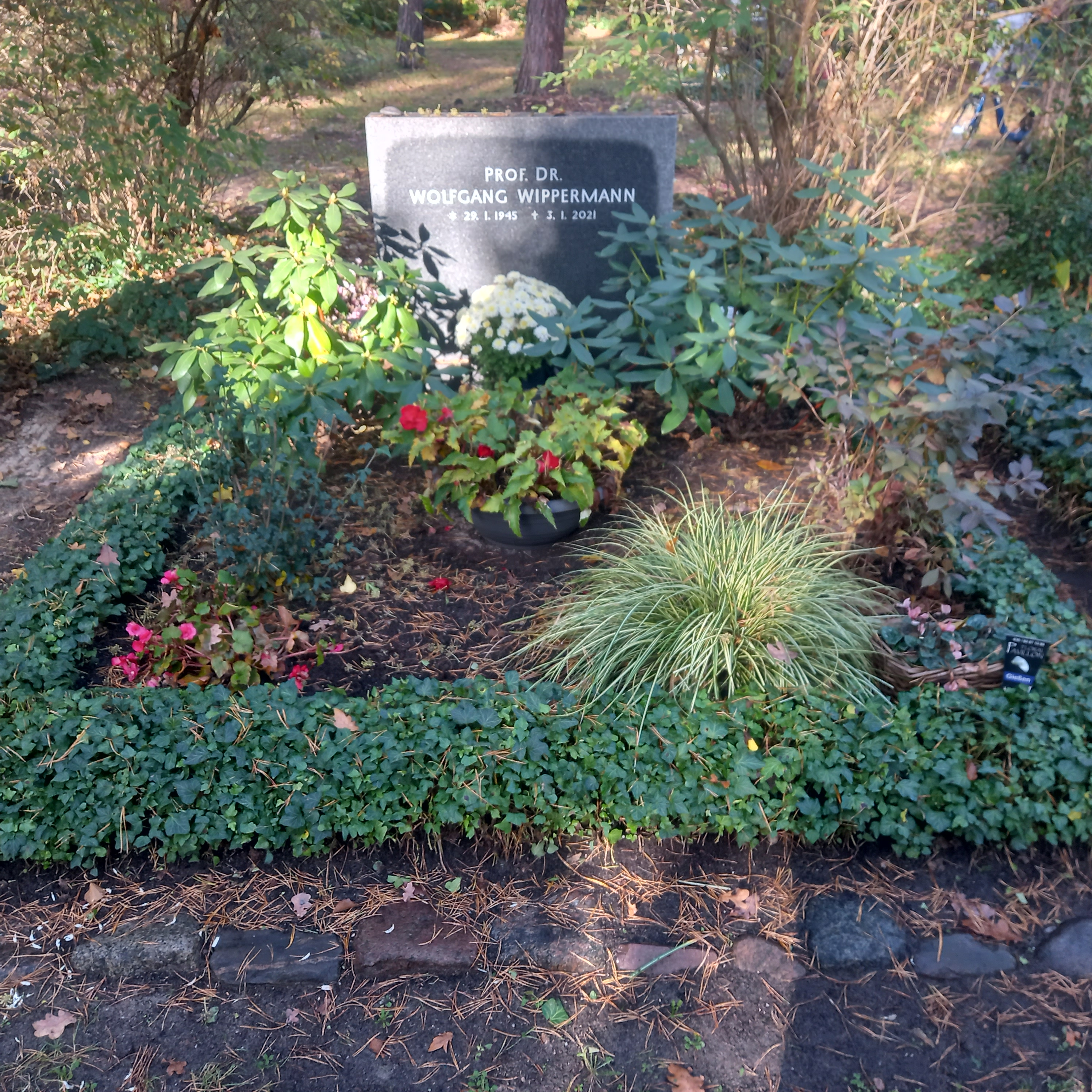
Das Grab von Wolfgang Wippermann auf dem Waldfriedhof Zehlendorf in Berlin

Wolfgang Wippermann (* 29. Januar 1945 in Wesermünde; † 3. Januar 2021 in Berlin) war ein deutscher Historiker und außerplanmäßiger Professor für Neuere Geschichte am Friedrich-Meinecke-Institut der Freien Universität Berlin. Er nahm Lehraufträge an der Universität der Künste Berlin und der Fachhochschule Potsdam wahr.

## Biografie
Wolfgang Wippermann wurde als Sohn des Lehrers Friedhelm Wippermann (1915–1977) und dessen Frau Annemarie Bernhardine, geb. Fricke (1916–2000), in Wesermünde (heute: Bremerhaven) geboren. Sein Vater, Sohn eines Pastors, stammte aus Luckau in der Niederlausitz, seine Mutter aus dem Bremerhavener Stadtteil Lehe. Wippermanns Kindheit und Jugend waren durch seinen Vater geprägt, der während des Zweiten Weltkrieges SS-Hauptsturmführer war. Nach dem Abitur an der Pestalozzischule Bremerhaven studierte Wippermann Geschichte, Germanistik, Politische Wissenschaften und Slawistik an der Georg-August-Universität Göttingen und der Philipps-Universität Marburg. In Marburg studierte Wippermann bei Wolfgang Abendroth, Reinhard Kühnl, Ernst Nolte und Walter Schlesinger, bei dem er sein Studium mit dem Examen abschloss. 1964 trat er dem Lebensbund Corps Hildeso-Guestphalia Göttingen und 1971 der Korporation Corps Vandalia Rostock aus dem Dachverband Kösener Senioren-Convents-Verband (KSCV) bei und war entsprechend bis zu seinem Tod Alter Herr. Auch hielt er Vorträge in Burschenschaftshäusern. Dort thematisierte er auch die Geschichte der Corps und des Kösener SC-Verbandes in der Zeit des Nationalsozialismus. Wippermann wurde Assistent von Ernst Nolte und folgte diesem 1973 an die Freie Universität Berlin. Dort wurde er 1975 mit einer von Nolte betreuten Dissertation zum Thema Ordensstaat als Ideologie, die aus seiner Examensarbeit hervorgegangen war, zum Dr. phil. promoviert. 1978 habilitierte sich Wippermann mit einer Schrift über die Bonapartismustheorie bei Karl Marx und Friedrich Engels und wurde im selben Jahr Privatdozent an der FU Berlin. 1983 wurde er zunächst außerplanmäßiger Professor am Friedrich-Meinecke-Institut und 1984 C2-Professor auf Zeit. Eine Professur mit dem Schwerpunkt Faschismusforschung wurde 1988 vom zuständigen Berliner Wissenschaftssenator George Turner abgelehnt, obwohl  Wippermann von Präsidium und Berufungskommission empfohlen worden war. Wippermann war auf Platz 1 der Berufungsliste. Im Nachruf der FU auf ihn heißt es:

„Auch wenn Wolfgang Wippermann damit eine Strukturprofessur auf Lebenszeit am Friedrich-Meinecke-Institut verwehrt blieb, zählte er zu den Professor*innen des Instituts, die eigene Forschungsthemen signifikant weiterentwickelten, den akademischen und politischen Diskurs mitprägten und eine breite Öffentlichkeitswirkung hatten.“

Von 1987 bis 1992 hielt er Gastprofessuren an der Indiana University Bloomington, der Universität Innsbruck, der Capital Normal University in Peking, der University of Minnesota und der Duke University.
Wippermanns Hauptforschungsgebiete waren als Professor am Friedrich-Meinecke-Institut Ideologien, vor allem Faschismus, Antiziganismus, Kommunismus und Antisemitismus. Er befasste sich zudem mit dem Teufelsglauben und der Verunglimpfung gesellschaftlicher Randgruppen mit den daraus resultierenden Verschwörungstheorien. Als passionierter Hundefreund publizierte er auch zur Geschichte der Hunde.  Er war Mitglied der Sozialdemokratischen Partei Deutschlands.
Wippermann war ein Nachfahre des kurhessischen Verfassungskämpfers Karl Wilhelm Wippermann.

## Kontroversen
Wippermanns Thesen sorgten mehrfach für Kontroversen innerhalb der deutschen Historikerzunft. So sah sich Wippermann selbst als einzigen Historiker, der sich in der Goldhagen-Kontroverse auf die Seite Daniel Goldhagens schlug. Wippermann kritisierte vornehmlich die Stoßrichtung und den Tonfall von Goldhagens Kritikern, wie etwa die Bezeichnung als „Scharfrichter“ durch den Journalisten Rudolf Augstein. Zudem warf Wippermann den Kritikern vor, Rufmord gegen Goldhagen zu betreiben. Der Vorwurf des Rufmordes und der Unwissenschaftlichkeit führte zu heftigem Widerspruch seitens der Gegner Goldhagens, also der Mehrheit der deutschen Historiker.
Über das Schwarzbuch des Kommunismus urteilte Wippermann, dass es nur „eine ermüdende Reihung von Mordgeschichten“ biete, eine „Dämonisierung des Kommunismus“ betreibe und hinterfragt werden müsse, ob es sich „bei den Regimen in der Sowjetunion, China, Kambodscha etc. überhaupt um kommunistische bzw. sozialistische Systeme gehandelt habe“. Reinhard Mohr kritisierte darüber in Der Spiegel, dass „gar nicht mehr versucht wird, wissenschaftliche oder politische Kritik zu üben und dass es nur noch um das gekränkte intellektuelle Ich“ gehe.
Ein weiteres kontroverses Thema war Wippermanns engagiertes Auftreten gegen die Totalitarismus-These, die in seinem Verständnis besage, dass die Verbrechen des Nationalsozialismus und des Stalinismus oder des Kommunismus als Ganzes vergleichbar oder gleichzusetzen seien. In diesem Zusammenhang übte Wippermann scharfe Kritik am Forschungsverbund SED-Staat der Freien Universität Berlin, dem er vorwarf, mittels der Totalitarismus-These „Vergleich und […] Gleichsetzung von Faschismus und Kommunismus“ zu betreiben. Dabei hielt er seinen Kontrahenten zudem vor, sie benutzten „Materialien aus der Gauck-Behörde als politische Waffe“. Mitarbeiter des Forschungsverbunds bezeichnete er als „Hobbyhistoriker“ oder „nekrophile Antikommunisten“. Im Gegenzug wurde Wippermann vorgeworfen, er nutze „seinen akademischen Titel, um billige Agitation zu betreiben“. Wolfgang Kraushaar urteilte in der Zeitung Die Zeit über Wippermanns Buch Totalitarismustheorien, dass es dem Autor nicht gelungen sei, an die mehr als zwanzig Jahre zurückliegenden Rekonstruktionen dieser Theorien anzuknüpfen, und kritisierte die im Buch vorkommenden Pauschalurteile, polemischen Seitenhiebe und fehlende Distanz. Ebenfalls kritisierte Frank-Lothar Kroll in der Frankfurter Allgemeinen Zeitung, dass sich Wippermann „hartnäckig gegen alle geschichtswissenschaftlichen Bemühungen um eine vergleichende Totalitarismusforschung wehrt“.
Den Mitgliedern des Wissenschaftlichen Beirats der Bundesregierung Globale Umweltveränderungen (WBGU) warf er angesichts ihres Hauptgutachtens Welt im Wandel – Gesellschaftsvertrag für eine Große Transformation in einem Focus-Online-Interview 2011 vor, sie seien „Utopisten“, die eine „Klimadiktatur“ in „größerem Rahmen“ vorschlügen, und dies „nicht aus Gedankenlosigkeit“. Dies erinnere ihn an „die faschistische oder kommunistische Internationale“. Es handle sich um „wissenschaftliche Fanatiker“, die „ihre Vorstellungen durchsetzen wollen“. Claus Leggewie stufte hingegen derartige Warnungen als Verschwörungstheorie ein. Das WBGU-Gutachten ziele in Wahrheit auf eine Stärkung der Demokratie ab.
2014 erstellte Wippermann ein historisches Gutachten für die Deutsche Gesellschaft für Gerontologie und Geriatrie über das Leben und Wirken von Max Bürger, dem Namensgeber des Max-Bürger-Preises. In der zeitlichen Folge zu diesem Gutachten, das entgegen der Ankündigung einer Publikation Anfang 2015 unveröffentlicht blieb, entschloss sich die Deutsche Gesellschaft für Gerontologie und Geriatrie auf der Mitgliederversammlung am 26. Oktober 2014, den Namen des Preises nicht fortzuführen, da Bürger in der Zeit von 1937 bis 1945 Nationalsozialist war.

## Publikationen
- Faschismustheorien. Zum Stand der gegenwärtigen Diskussion. Wissenschaftliche Buchgesellschaft, Darmstadt 1972, ISBN 3-534-06105-5 (bis 1997 sieben Neuauflagen).
- Der Ordensstaat als Ideologie. Das Bild des Deutschen Ordens in der deutschen Geschichtsschreibung und Publizistik. Mit einem Geleitwort von Klaus Zernack, Colloquium, Berlin 1979, ISBN 3-7678-0464-6 (zugleich: Dissertation, FU Berlin, Fachbereich 13 – Geschichtswissenschaft 1975).
- Antifaschismus in der DDR. Wirklichkeit und Ideologie. Berlin 1980.
- Der „deutsche Drang nach Osten“. Wissenschaftliche Buchgesellschaft, Darmstadt 1981, ISBN 3-534-07556-0.
- Die Berliner Gruppe Baum und der jüdische Widerstand. Berlin 1981.
- Steinerne Zeugnisse. Stätten der Judenverfolgung in Berlin. Berlin 1982.
- Die Bonapartismustheorie von Marx und Engels, Klett-Cotta, Stuttgart 1982, ISBN 3-12-912220-6 (= Geschichte und Theorie der Politik, A, Band 6) (zugleich: Habilitationsschrift, FU Berlin).
- Europäischer Faschismus im Vergleich. Suhrkamp, Frankfurt am Main 1983, 3. Auflage 1991, ISBN 3-518-11245-7.
- Jüdisches Leben im Raum Bremerhaven. Eine Fallstudie zur Alltagsgeschichte der Juden vom 18. Jahrhundert bis zur NS-Zeit. Bremerhaven 1985, ISBN 3-923851-03-0.
- Das Leben in Frankfurt zur NS-Zeit I–IV. Kramer, Frankfurt am Main 1986, ISBN 3-7829-0316-1.
- Der konsequente Wahn. Ideologie und Politik Adolf Hitlers. Bertelsmann, München 1989, ISBN 3-570-03950-1.
- mit Michael Burleigh: The Racial State. Germany 1933–1945. Cambridge University Press, Cambridge 1991, ISBN 0-521-39802-9.
- Geschichte der deutsch-polnischen Beziehungen. Darstellungen und Dokumente. Berlin 1992.
- „Wie die Zigeuner.“ Antisemitismus und Antiziganismus im Vergleich. Elefantenpress, Berlin 1997, ISBN 3-88520-616-1.
- Wessen Schuld? Vom Historikerstreit zur Goldhagen-Kontroverse. Berlin 1997.
- Totalitarismustheorien. Wissenschaftliche Buchgesellschaft, Darmstadt 1997.
- Jens Mecklenburg, Wolfgang Wippermann (Hrsg.): „Roter Holocaust“? Kritik des Schwarzbuchs des Kommunismus. Konkret Literatur Verlag, Hamburg 1998.
- Umstrittene Vergangenheit. Fakten und Kontroversen zum Nationalsozialismus. Berlin 1998.
- Konzentrationslager. Berlin 1999.
- mit Detlef Berentzen: Die Deutschen und ihre Hunde. Ein Sonderweg der deutschen Mentalitätsgeschichte. Siedler, München 1999, ISBN 3-442-75546-8.
- „Auserwählte Opfer?“ Shoah und Porrajmos im Vergleich. Eine Kontroverse. Berlin 2005.
- Agenten des Bösen. Verschwörungstheorien von Luther bis heute. be.bra verlag, Berlin 2007, ISBN 978-3-89809-073-5.
- Autobahn zum Mutterkreuz. Historikerstreit der schweigenden Mehrheit, Rotbuch Verlag, Berlin 2008, ISBN 978-3-86789-032-8.
- Der Wiedergänger. Die vier Leben des Karl Marx. 2008, ISBN 978-3-218-00781-8.
- Dämonisierung durch Vergleich. DDR und Drittes Reich. Rotbuch Verlag, Berlin 2009, ISBN 978-3-86789-060-1.
- Faschismus. Eine Weltgeschichte vom 19. Jahrhundert bis heute. Primus, 2009, ISBN 978-3-89678-367-7
- Denken statt Denkmalen. Gegen den Denkmalwahn der Deutschen. Rotbuch, Berlin 2010, ISBN 978-3-86789-115-8.
- Skandal im Jagdschloss Grunewald. Primus, Darmstadt 2010, ISBN 3-89678-810-8.
- Preußen. Kleine Geschichte eines großen Mythos. Herder, Freiburg im Breisgau 2011, ISBN 978-3-451-30475-0,
- Heilige Hetzjagd. Eine Ideologiegeschichte des Antikommunismus. Rotbuch, Berlin 2012, ISBN 978-3-86789-147-9.
- Fundamentalismus. Radikale Strömungen in den Weltreligionen. Herder, Freiburg 2013, ISBN 978-3-451-30476-7.
- Luthers Erbe. Eine Kritik des deutschen Protestantismus. Primus, Darmstadt 2014, ISBN 978-3-86312-072-6.
- Niemand ist ein Zigeuner. Zur Ächtung eines europäischen Vorurteils. Edition Körber-Stiftung, Hamburg 2015, ISBN 978-3-89684-167-4.
- Männer, Mythen und Mensuren. Geschichte der Corps und Burschenschaften. Osburg Verlag, Hamburg 2018, ISBN 978-3-95510-183-1
- Verschwörungen. Von Catilina bis al-Kaida. Metropol, Berlin 2018, ISBN 978-3-86331-422-4.